# The Fatal Warning
Pour plus de détails, voir Fiche technique et Distribution.
The Fatal Warning est un serial américain réalisé par Richard Thorpe, sorti en 1929.

## Synopsis
Serial en 10 épisodes.

## Fiche technique
- Titre original : The Fatal Warning
- Réalisation : Richard Thorpe
- Scénario : Wyndham Gittens
- Production : Nat Levine
- Société de production : Mascot Pictures
- Société de distribution : Mascot Pictures
- Pays de production :  États-Unis
- Langue originale : anglais
- Format : noir et blanc — 35 mm — 1,37:1 — Film muet
- Genre : serial, film policier
- Dates de sortie : 
  - États-Unis :15 février 1929

## Distribution
- Helene Costello : Dorothy Rogers
- Ralph Graves : Russell Thorne
- George Periolat : William Rogers
- Phillips Smalley : Leonard Taylor
- Boris Karloff : Mullins
- Lloyd Whitlock : Norman Brooks
- Syd Crossley : Dawson
- Thomas G. Lingham : John Harman
- Symona Boniface : Marie Jordan
- Martha Mattox : Mme Charles Peterson